# Sutra del Loto: VII capitolo

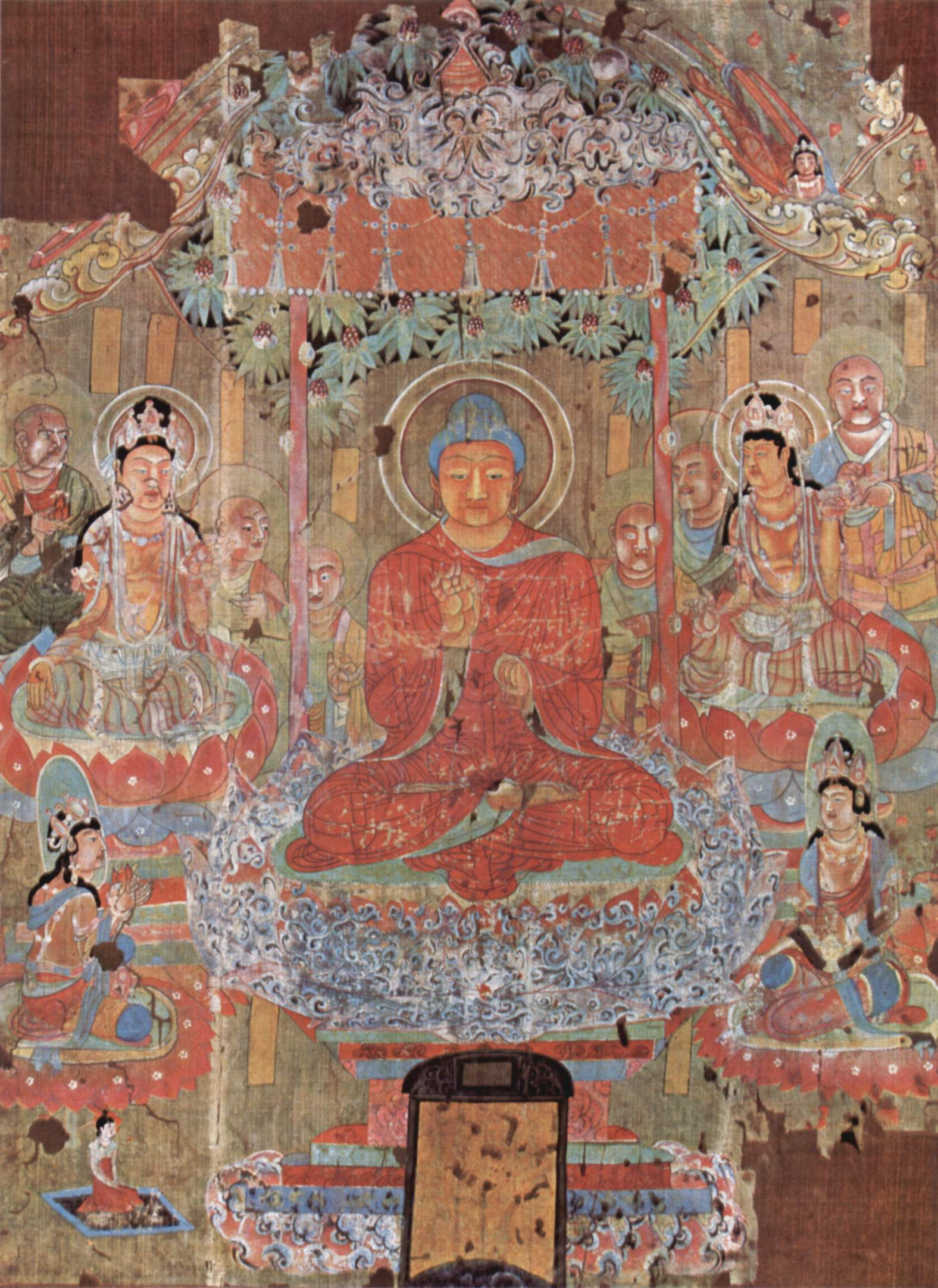
Amitābha Buddha in un dipinto cinese dell'VIII secolo rinvenuto nelle Grotte di Mogao. Amitābha è rappresentato nel suo Paradiso Occidentale (Sukhavātī) circondato da arhat e da bodhisattva. È distinguibile dalle raffigurazioni del Buddha Śākyamuni esclusivamente per il fatto che il suo corpo e avvolto nel colore rosso, il colore del tramonto ovvero dell'Occidente.

Nel settimo capitolo del Sutra il Buddha Śākyamuni narra la parabola della città fantasma.
Innumerevoli kalpa fa, durante il kalpa Mahārūpa (Grande Forma) nel mondo Sambhavā (Origine) si manifestò il Buddha Mahâbhijñā Jñānâbhibhū (Suprema intuizione e saggezza). Quando ancora non era un buddha perfettamente realizzato Mahâbhijñā Jñānâbhibhū ebbe sedici figli. Divenuto buddha, questi sedici principi lo implorarono di far girare la Ruota del Dharma a beneficio degli esseri sofferenti. A questo punto tutti i mondi degli dèi e degli uomini si illuminarono e per ventimila kalpa il Buddha Mahâbhijñā Jñānâbhibhū espose la dottrina perfetta, e durante questo periodo i sedici principi presero rifugio nel Dharma divenendo dei novizi.
Dopo aver esposto per ottomila kalpa la perfetta "Dottrina del Loto", il Buddha Mahâbhijñā Jñānâbhibhū si ritirò nel profondo assorbimento meditativo per ulteriori 84 000 kalpa. Durante questo lungo periodo furono i sedici figli del Buddha, divenuti bodhisattva, a predicare la dottrina. Risvegliatosi dal profondo stato meditativo il Buddha Mahâbhijñā Jñānâbhibhū si rallegrò della condotta dei suoi sedici figli e affermò che chiunque ne abbia seguito gli insegnamenti sarebbe divenuto a sua volta un perfetto Tathāgata.
A loro volta i sedici figli del Buddha divennero anche loro dei buddha perfetti (Samyaksaṃbuddha):
- Akṣobhya (Impertubabile): vive nel mondo di Abhirati (Gioia) posto ad Oriente rispetto al nostro;
- Merukūṭa (Vetta del Meru): anche lui vive ad Abhirati;
- Siṃhaghoṣa (Ruggito del Leone): vive nei mondi posti a Sud-Est;
- Siṃhadhvaja (Aspetto del Leone): vive nei mondi posti a Sud-Est;
- Ākāśapratiṣṭhita (Abitante dello Spazio): vive nei mondi posti a Sud;
- Nityapaṛvrtta (Estinto per Sempre): vive nei mondi posti a Sud;
- Indradhvaja (Aspetto del Sovrano): vive nei mondi posti a Sud-Ovest;
- Brahmadhvaja (Aspetto di Brahma): vive nei mondi posti a Sud-Ovest;
- Amitâbha (Luce infinita): vive nei mondi posti a Ovest;
- Sarvalokadhātūpadravodvegapratyuttīrna (Salvo dagli impedimenti e dalle Agitazioni di tutti i Mondi): vive nei mondi posti a Ovest;
- Tamālapatra-candanagandha (Percezione divina del Profumo della garcinia e del sandalo): vive nei mondi posti a Nord-Ovest;
- Merukalpa (Simile al Monte Meru): vive nei mondi posti a Nord-Ovest;
- Meghasvaradīpa (Luce e Suono delle Nuvole): vive nei mondi posti a Nord;
- Meghasvararāja (Re del Suono delle Nuvole): vive nei mondi posti a Nord;
- Sarvalokabhayastambhitatva-vidhvaṃsanakāra (Distruttore della Paura e del Terrore in tutti i Mondi): vive nei mondi posti a Nord-Est.

Il sedicesimo figlio del Buddha Mahâbhijñā Jñānâbhibhū è proprio il Buddha Śākyamuni che si illuminò e insegnò il Dharma nel nostro mondo, il mondo di Sahā (Mondo della sopportazione, ovvero il mondo dove gli Esseri che ci vivono devono esercitarsi nella pazienza).
A tal proposito nel Sutra il Buddha Śākyamuni sostiene:
(Sutra del Loto, VII capitolo)
Il Buddha Śākyamuni continua spiegando che egli comprende come gli esseri senzienti si compiacciano di dottrine inferiori e siano incatenati alle cinque passioni e quindi egli predica il nirvāṇa secondo i loro desideri e secondo le loro condizioni di modo che possano credere ad esso e quindi perseguirlo.
A tal proposito il Buddha Śākyamuni narra una parabola di un gruppo di persone che deve attraversare un deserto selvaggio e pericoloso lungo cinquecento yojana per giungere in un luogo ricco di tesori. Queste persone hanno una guida saggia che li conduce e che conosce la via da seguire. Il gruppo, attraversato un certo tratto di strada, si scoraggia e chiede alla guida di riportarli indietro. La guida è dispiaciuta che queste persone rinuncino ai tesori promessi allora, raggiunti i trecento yojana, fa apparire per incanto una città che diviene rifugio e luogo di riposo per i viaggiatori stanchi e impauriti. Riposati e rincuorati i viaggiatori, la guida fa scomparire la città fantasma invitando i viaggiatori a proseguire il cammino verso i tesori, spiegando loro che la città dove si erano fino a quel momento fermati non era che un miraggio.
La città fantasma, spiega lo Śākyamuni, è il nirvāṇa degli arhat e non la profonda illuminazione, realizzato quel nirvāṇa occorre proseguire lungo il cammino esorta il Buddha fino all'illuminazione completa: l'anuttarā-samyak-saṃbodhi.